# Villamartín de Don Sancho
Villamartín de Don Sancho is een gemeente in de Spaanse provincie León in de regio Castilië en León met een oppervlakte van 31,66 km². Villamartín de Don Sancho telt 155 inwoners (1 januari 2016).

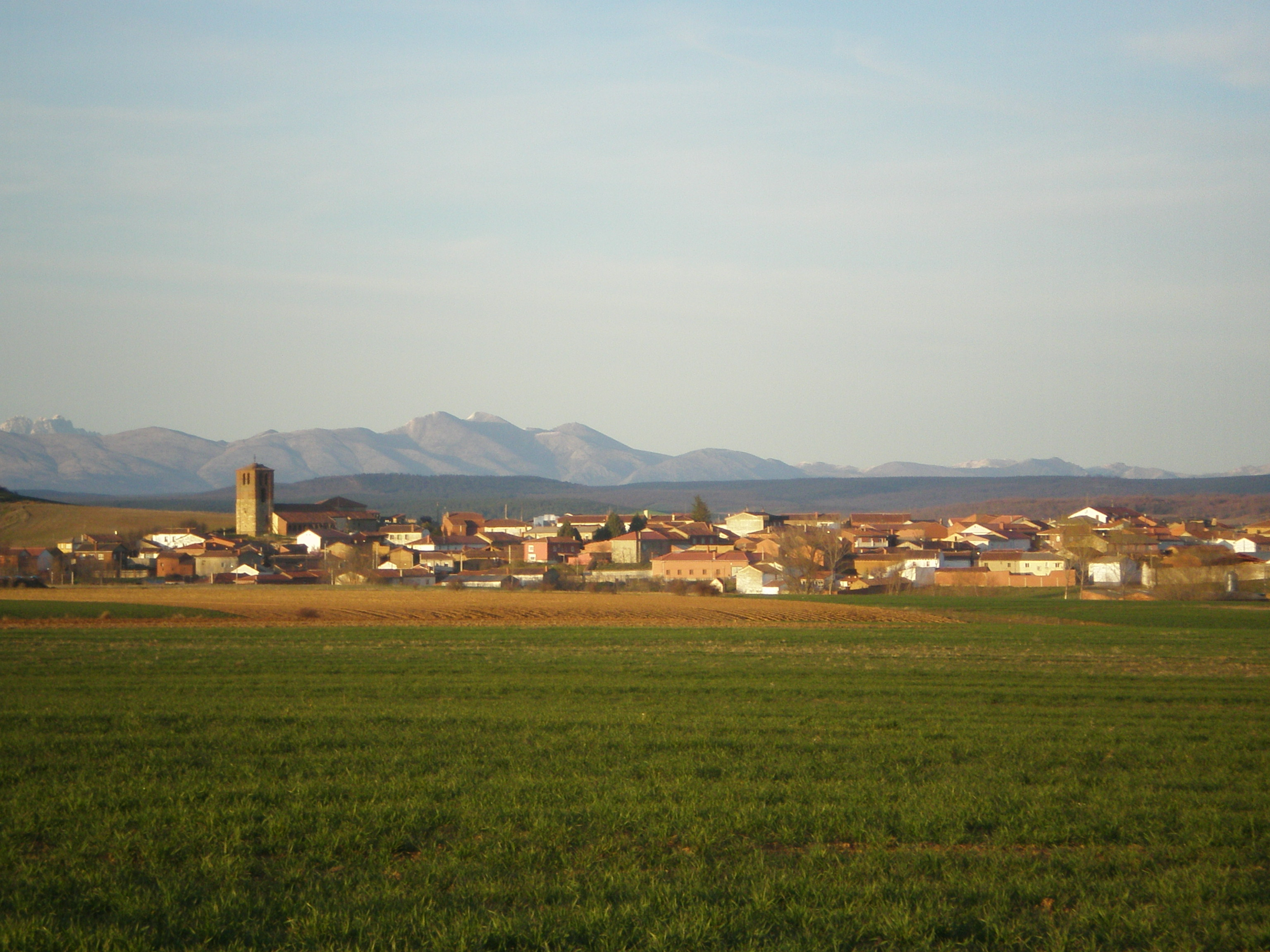
Villamartín de Don Sancho
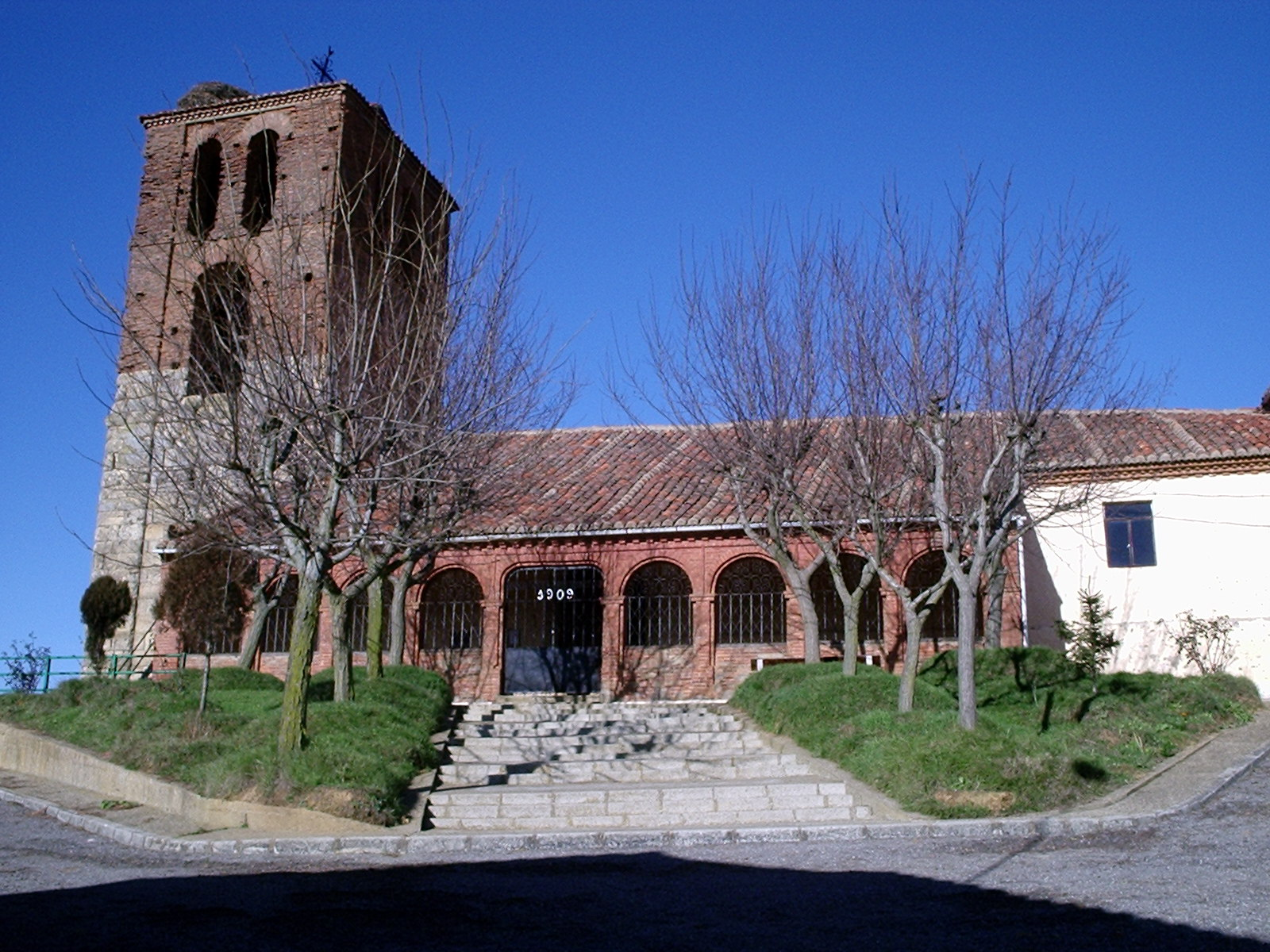
Kerk van Villamartín

## Demografische ontwikkeling
Bron: INE, 1857-2011: volkstellingen
Opm.: In 1857 werden Villaselán en Villaverde de los Arcayos zelfstandige gemeenten